# Заболонник ильмовый большой
Заболонник ильмовый большой (лат. Scolytus scolytus) — вид жуков-долгоносиков из подсемейства короедов.

## Описание
Длина тела взрослых насекомых 4,5—5 мм. Лоб со сгустком коротких желтовато-бурых волосков, посередине менее густые волоски волоски тесные, рыжевато-бурого цвета. Брюшко в редких длинных торчащих золотистых волосках.
Особи питаются на вязе.